# Blossom Tainton Lindquist
Blossom Alexandra Liliana Tainton Lindquist, född 29 juni 1962 i Oscars församling, Stockholm, är en svensk sångerska, dansare och personlig tränare. Hon vann Melodifestivalen 2002 som medlem i vokalisttrion Afro-Dite med låten Never Let It Go.
Blossom Tainton är även verksam som personlig tränare och har givit ut en träningsvideo och (2010-2011) tidningen Blossom Magazine.
Tainton var programledare för programmen Listan (1990), Toppform och julvärd för SVT på julaftonskvällen 2005. Dessutom gjorde hon 1988 koreografi till tv-serien Ebba och Didrik.
Hon är dotter till koreografen Graham Tainton och äldre halvsyster till Kelly Tainton, David Tainton och Themba Tainton.
Som medlem i Afro-Dite har hon även medverkat i Melodifestivalen 2002, 2003 och 2012.
År 2024 utkom hon med boken Bortom smärtan  (Mondial) där hon berättar om sin upplevelse av att leva med artros, muskelreumatism och långvarig smärta.

## TV
- 2018 – Tror du jag ljuger? (TV-serie)

## Teater

### Roller (urval)
- 1993 – Fame av Steven Margoshes och Jacques Levy, regi Runar Borge, Chinateatern[4]